# Région Val-de-Travers
La région Val-de-Travers est une région statistique du canton de Neuchâtel. Elle compte 3 communes en 2018.

## Histoire
Dans le cadre de la réforme des institutions cantonales adoptée par référendum le 24 septembre 2017, et l'instauration d'une circonscription électorale unique, la région reprend le 1er janvier 2018 le rôle de découpage statistique précédemment dévolu à l'ancien district du Val-de-Travers qui est supprimé à cette date,,.
Cette région statistique ne doit pas être confondue avec son homonyme du Réseau urbain neuchâtelois créée en 2019, qui recoupe le même périmètre.

## Communes
Voici la liste des communes composant la région avec, pour chacune, sa population.
| Nom              | N° OFS | Population (décembre 2023) |
| ---------------- | ------ | -------------------------- |
| La Côte-aux-Fées | 6504   | +000483,                   |
| Les Verrières    | 6511   | +000649,                   |
| Val-de-Travers   | 6512   | +010 649,                  |
| Total            | Total  | +011 701,                  |